# 赫爾曼城堡

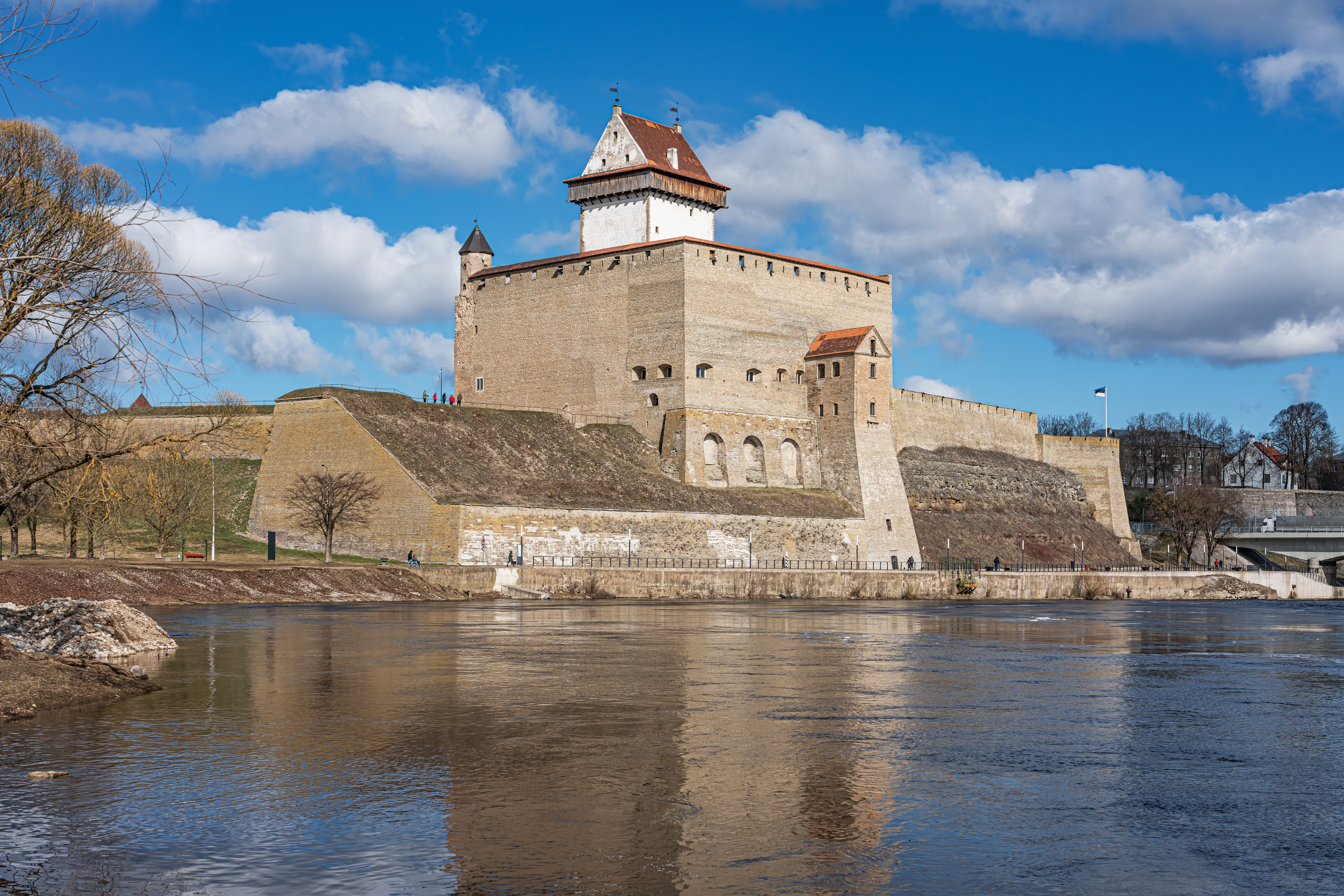
赫爾曼城堡

赫爾曼城堡是位於愛沙尼亞東部城市納爾瓦的一座城堡。城堡始建於1256年，第一座石質城堡則修建於14世紀。1346年8月29日，德國立窩尼亞騎士團購買了這座城堡。這座城堡是條頓騎士團城堡當中歷史最久的。

## 外部連結
- Narva fortifications and Narva Castle （页面存档备份，存于）